# Koczkás Gyula
Ifj. Koczkás Gyula (Alsószombatfalva, 1905. március 12. – Budapest, 1986. április 7.) biofizikus, rádióamatőr, egyetemi tanár.

## Életpályája
A székesfehérvári cisztercita gimnáziumban érettségizett 1922-ben. Az Eötvös Collegium tagjaként szerzett Budapesten, a Pázmány Péter Tudományegyetem Bölcsészettudományi Karán fizika-matematika szakos tanári oklevelet 1927-ben. 1929-ben elvégezte a katonai sportrepülő tanfolyamot, s pilóta vizsgát tett. 1929-ben doktorált fizikából. 1938-ig a pécsi Erzsébet Tudományegyetemen dolgozott Rhorer László Orvosi Fizikai Intézetében. 1935-ben magántanári képesítést szerzett. Rhorer László halála (1937) után pécsi (Széchenyi István Gimnázium), majd 1942-től budapesti gimnáziumokban oktatott (Fáy István Gimnázium). 1944-ben a nemzeti ellenállási mozgalomban való részvételéért Sopronkőhidára, majd Bajorországba deportálták. 1947-ben a Közoktatási Minisztérium tudományos ügyosztályának vezetője lett. Ugyanekkor az Országos Tervhivatalban osztályvezető volt, valamint fizikát tanított a Műszaki Főiskolán. 1948 márciusban rendkívüli egyetemi tanári kinevezést kapott. 1948–1950 között a budapesti Pázmány Péter Tudományegyetem Orvostudományi Karán egyetemi tanárként vezette az újonnan alapított Orvosi Fizikai Intézetet (1968-tól Biofizikai Intézet). 1950–1956 között ismét középiskolában tanított. 1950-ben rövid ideig az általa is szorgalmazott Fizikai Szemlének főszerkesztője volt. Az 1956-os forradalom után az Országos Sugárfizikai Laboratórium tudományos osztályvezetője volt. 1962-ben kinevezték az Országos Frédéric Joliot-Curie Sugárbiológiai és Sugáregészségügyi Kutató Intézet fizikai osztályának élére. 1973-ban nyugdíjba vonult.

## Művei
- Anorganikus sóoldatok ultraibolya abszorpciója (Pécs, 1929)
- A szívhangok regisztrálása és visszaadása (Pécs, 1935)
- Az energia megmaradásának elve Mayer Róbert felfedezésének 100. esztendejében (Budapest, 1941)
- Bajcsy-Zsilinszky Endre kultúrpolitikája (Budapest, 1946)
- Jedlik Ányos, a parasztfiúból lett fizikus (Budapest, 1946)
- Bajcsy-Zsilinszky Endre (Budapest, 1947)
- Örök törvények. A fizika regénye (1947)
- A civilizáció magyar úttörői (Budapest, 1947)
- Tudósok a szabadságharcban (Budapest, 1947)
- Ember és tudománya (Budapest, 1948)
- Megváltozott világ. Korunk nagy termtudományi, technikai és orvosi forradalma (Budapest, 1948)
- Orvosok és fizikusok (Budapest, 1948)
- A fizika csodavilága (Csekő Árpáddal; Budapest, 1949-1950)
- Demonstrációs rádiópad (Budapest, 1953)
- Polarizációs adaptációs szemüveg (Budapest, 1962)
- Munkavédelmi útmutató orvosi röntgenosztályok dolgozóinak (1966-1967)